# Підводні човни проєкту 865 «Піранья»
| Підводні човни проєкту 865 «Піранья»                    | Підводні човни проєкту 865 «Піранья»                                                                     | Підводні човни проєкту 865 «Піранья»                                                                     |
| ------------------------------------------------------- | --- | --- |
| Подводные лодки проекта 865 «Пиранья»                   | | |
|                                                         | | |
| Модель надмалого підводного човна проєкту 865 «Піранья» | | |
| Верф                                                    | Адміралтейські верфі                                                                                     | Адміралтейські верфі                                                                                     |
| Під прапором                                            | СРСР Росія                                                                                               | СРСР Росія                                                                                               |
| Належність                                              | Військово-морський флот СРСР · Військово-морські сили Російської Федерації                               | Військово-морський флот СРСР · Військово-морські сили Російської Федерації                               |
| Замовлення                                              | 2 | 2 |
| Закладений                                              | 2 | 2 |
| Спуск на воду                                           | 2 | 2 |
| Введений до складу флоту                                | 1988 —1990                                                                                               | 1988 —1990                                                                                               |
| Виведений зі складу флоту                               | 2 | 2 |
| На службі                                               | 1990 —1999                                                                                               | 1990 —1999                                                                                               |
| Проєкт                                                  | | |
| Тип ПЧ                                                  | надмалі дизель-електричні підводні човни                                                                 | надмалі дизель-електричні підводні човни                                                                 |
| Розробник проєкту                                       | «Малахіт»                                                                                                | «Малахіт»                                                                                                |
| Головний конструктор                                    | Л. В. Чернопятов, Ю. К. Мінєєв                                                                           | Л. В. Чернопятов, Ю. К. Мінєєв                                                                           |
| Класифікація НАТО                                       | «Losos»                                                                                                  | «Losos»                                                                                                  |
| Основні характеристики                                  | | |
| Швидкість (надводна)                                    | 6,43 вузли (11,9 км/год)                                                                                 | 6,43 вузли (11,9 км/год)                                                                                 |
| Швидкість (підводна)                                    | 6,43 вузлів (11,9 км/год)                                                                                | 6,43 вузлів (11,9 км/год)                                                                                |
| Робоча глибина занурення                                | 180 м | 180 м |
| Гранична глибина занурення                              | 200 м | 200 м |
| Дальність плавання                                      | 1 000 миль (1 860 км) на швидкості 8 вузлів (надводна) 353 миль (653 км) на швидкості 2 вузли (підводна) | 1 000 миль (1 860 км) на швидкості 8 вузлів (надводна) 353 миль (653 км) на швидкості 2 вузли (підводна) |
| Автономність плавання                                   | 10 діб                                                                                                   | 10 діб                                                                                                   |
| Екіпаж                                                  | 3 + 6 водолазів                                                                                          | 3 + 6 водолазів                                                                                          |
| Розміри                                                 | | |
| Довжина найбільша (по КВЛ)                              | 28,3 м                                                                                                   | 28,3 м                                                                                                   |
| Ширина корпусу найб.                                    | 4,7 м | 4,7 м |
| Висота                                                  | 5,1 м | 5,1 м |
| Середня осадка (по КВЛ)                                 | 3,9 м | 3,9 м |
| Водотоннажність надводна                                | 218 тонн                                                                                                 | 218 тонн                                                                                                 |
| Водотоннажність підводна                                | 319 тонн                                                                                                 | 319 тонн                                                                                                 |
| Силова установка                                        | | |
| Дизель-електрична: 2 × дизель-генератори                | | |
| Гвинти                                                  | 2 | 2 |
| Потужність                                              | 220 к.с.                                                                                                 | 220 к.с.                                                                                                 |
| Озброєння                                               | | |
| Торпедно- мінне озброєння                               | 2 × 400-мм торпеди МГТ-1 «Латуш», 4 міни ПМТ або ПМА-2                                                   | 2 × 400-мм торпеди МГТ-1 «Латуш», 4 міни ПМТ або ПМА-2                                                   |

Підводні човни проєкту 865 «Піранья» (рос. Подводные лодки проекта 865 «Пиранья») — серія радянських спеціальних надмалих дизель-електричних підводних човнів, розроблених наприкінці 1980-ті роки, що перебували на озброєнні ВМФ СРСР та ВМФ Російської Федерації до кінця 1990-х років. Човни проєкту 865 «Піранья» призначалися для проведення спеціальних операцій в інтересах флоту в діапазоні глибин від 10 до 200 м, де зможе вирішувати диверсійні завдання з метою протидії противнику, а також вести розвідку. Проєкт перебував на озброєнні флоту з 1990 року до 1999 року.
Всього було побудовано 2 підводні човни цього проєкту. Подальше будівництво надмалих човнів у СРСР було припинено. У результаті серія обмежилася дослідним МС-520 і головним МС-521, прийнятим на озброєння флоту в грудні 1990 року. Третій човен (МС-518) 1991 року знято з будівництва. Підводний човен мав вирішувати завдання протидії противнику і вести розвідку. Для забезпечення цих завдань на човні розмістили відповідне радіоелектронне озброєння, мінно-торпедну зброю, а також водолазний комплекс для виконання спеціальних завдань на глибинах до 60 метрів. Комплекс включав до свого складу 2 забортні герметичні автоматизовані контейнери (діаметр 0,62 м, довжина 12 м), призначені для зберігання індивідуальних засобів руху водолазів і водолазного спорядження, а також камеру сухого шлюзування для виходу водолазів-диверсантів у море в підводному положенні. Крім цього було 2 забортних проникних пристрої (діаметром 537 мм).

## Список підводних човнів проєкту 865 «Піранья»
| № | Корабель | Бортовий номер | Верф                            | Закладено     | Спущено        | У строю        | Статус                                  |
| - | -------- | -------------- | ------------------------------- | ------------- | -------------- | -------------- | --------------------------------------- |
| 1 | МС-520   | 01465          | Адміралтейські верфі, Ленінград | 15 липня 1984 | 20 серпня 1986 | 30 грудня 1988 | у березні 1999 року розібраний на брухт |
| 2 | МС-521   | 01466          | Адміралтейські верфі, Ленінград | 1 грудня 1987 | 31 травня 1990 | 25 грудня 1990 | у березні 1999 року розібраний на брухт |